# Wilhelm Nonnenbruch
Wilhelm Nonnenbruch (* 6. November 1887 in München; † 3. Februar 1955 in Höxter) war ein deutscher Internist und Hochschullehrer, der an der Julius-Maximilians-Universität Würzburg, an der Karls-Universität Prag und an der Johann Wolfgang Goethe-Universität Frankfurt am Main wirkte.

## Leben
Wilhelm Nonnenbruch, Sohn des Kunstmalers Max Nonnenbruch, absolvierte nach seinem Schulabschluss ein Medizinstudium an der Ludwig-Maximilians-Universität München und in Kiel. 1911 wurde er in München promoviert. Ab 1912 war er Medizinpraktikant an der Universitätsklinik Würzburg, dem Juliusspital, und nahm nach Ausbruch des Ersten Weltkrieges als Abteilungsarzt des II. bayerischen Feldartillerie-Regiments am Krieg teil. Nonnenbruch, Assistenzarzt bei Dietrich Gehardt von 1917 bis 1921, verfasste während des Krieges 1917 seine Habilitationsschrift bei Gerhardt mit dem Titel Klinische Beobachtungen bei der akuten Nierenentzündung im Felde, womit er sich im selben Jahr in Würzburg habilitierte. Nach Kriegsende war er zunächst wieder an der Würzburger Universitätsklinik beschäftigt, 1921 vertretungsweise (als Privatdozent) auch als Leiter der Medizinischen Klinik am Juliusspital, wo er Erster Assistent von Dietrich Gerhardt, nach dessen Tod im August 1921 dessen Stellvertreter als Oberarzt und auf seinen eigenen Antrag hin interimistischer Klinikvorstand geworden war, bevor er Anfang November 1921 vom Juliusspital an die Medizinische Universitätsklinik in das neuerbaute Luitpoldkrankenhaus im Stadtteil Grombühl ging, zunächst als außerordentlicher Professor bei Paul Morawitz. Er wechselte als leitender Arzt 1925 an das Städtische Krankenhaus nach Frankfurt (Oder) und war dort 1928 Chefarzt.
Im Jahr 1928 wurde der Nierenspezialist Nonnenbruch Professor der Inneren Medizin an der Karls-Universität in Prag und war dort bis 1939 zudem im Vorstand der von ihm als Direktor geleiteten II. Medizinischen Klinik. In Prag war er Nachfolger von Rudolf von Jaksch. Danach war Nonnenbruch von 1939 bis Kriegsende 1945 als Professor der Inneren Medizin an der Johann Wolfgang Goethe-Universität Frankfurt am Main sowie als Direktor der dortigen Medizinischen Universitätsklinik tätig. In Frankfurt war er Nachfolger des Nestors der Nephrologie Franz Volhard, welcher ihm anschließend (wenige Wochen nach Nonnenbruchs Absetzung) von 1945 bis zu seinem Unfalltod 1950 dort selbst wieder nachfolgte.
Der KZ-Arzt Rudolf Brachtel erlernte bei Nonnenbruch in Frankfurt am Main die Untersuchungsmethode der Leberpunktion. Nonnenbruch beantragte am 14. April 1939 die Aufnahme in die NSDAP und wurde rückwirkend zum 1. April desselben Jahres aufgenommen (Mitgliedsnummer 7.187.610). Nonnenbruch war Mitglied der SS, wo er den Rang eines SS-Sturmbannführers erreichte (SS-Nummer 314.233). In seinen Vorlesungen erwähnte er Versuche an Gefangenen, die wohl von ihm selbst durchgeführt wurden. Nonnenbruch nahm am 27. Januar 1944 an einer Tagung im Rüstungsministerium teil, wo die Verwendung eines auf Zelluloseabfallprodukten gezüchteten Mycels von Pilzen als Nahrungsersatz für KZ-Häftlinge diskutiert wurde. Bei dem Bevollmächtigten für das Gesundheitswesen Karl Brandt war er ab 1944 Angehöriger des wissenschaftlichen Beirates. Zudem wurde er 1940 Mitglied der Deutschen Akademie der Naturforscher Leopoldina in Halle (Saale). Die Deutsche Gesellschaft für Innere Medizin bezeichnet Nonnenbruch als „strammen Nationalsozialisten“.
Nach Ende des Zweiten Weltkrieges nahm Nonnenbruch für kurze Zeit in Frankfurt am Main die Aufgaben des kommissarischen Kuratoriums der Universität wahr. Er wurde 1945 von der amerikanischen Militärregierung seiner Professur an der Frankfurter Universität amtsenthoben und verzog nach Klais in Oberbayern. Dort verfasste er bis Februar 1949 sein Standardwerk. Ab 1950 leitete er als Chefarzt bis zu seinem Tode 1955 die Weserberglandklinik in Höxter/Westfalen (Neuropathologie); der historische Altbau wurde im Frühjahr 2020 zugunsten der Neubauten der Asklepios-Klinik abgerissen. 1955 starb Wilhelm Nonnenbruch in Höxter.

## Schriften
- Arthur Robertson Cushny zitierte 1917 eine Arbeit von Nonnenbruch in Deutsches Archiv für klinische Medizin, Band 110, Jahrgang 1913, S. 162.
- Klinische Beobachtungen bei der akuten Nierenentzündung im Felde. In: Deutsches Archiv für klinische Medizin. Band 122, 1917, S. 389.
- Pathologie und Pharmakologie des Wasserhaushaltes einschließlich Ödem und Entzündung. In: Albrecht Bethe, Gustav von Bergmann, Gustav Embden, Alexander Ellinger (Hrsg.): Handbuch der normalen und pathologischen Physiologie. Band 17, Springer-Verlag, Berlin/Heidelberg 1926, ISBN 978-3-642-50386-3 (Reprint), S. 223–286.
- Wasserhaushalt. In: Der Balneologe, 4. Jahrgang, Verlag von Julius Springer, Heft 6/1937, S. 257–268.
- Krankheiten des Kreislaufes und Krankheiten des Mediastinums, in: Lehrbuch der inneren Medizin. 4. Auflage. 2 Bände. Springer-Verlag, Band 1, Berlin 1939, S. 327–468.
- Das hepatorenale Syndrom. In: Verhandlungen der Deutschen Gesellschaft für Innere Medizin. Band 51, 1939, S. 341.
- Über die Beurteilung der Nierenfunktion in der Praxis. In: Medizinische Welt. Jahrgang 1941, S. 577.
- Das nephrotische Syndrom. In: Klinische Wochenschrift. 21. Jahrgang, 1942, S. 805.
- Das extrarenale Nierensyndrom. In: Deutsches Archiv für Klinische Medizin. Band 189, Heft 1, 1942, S. 56.
- Die Pathogenese der Kriegsniere. Kongress der Deutschen Gesellschaft für Innere Medizin, Wien vom 11. bis zum 14. Oktober 1943. In: Klinische Wochenschrift.22. Jahrgang, 1943, S. 760.
- Das extrarenale Nierensyndrom. In: Erwin Becher: Nierenkrankheiten. 1. Band. Verlag von Gustav Fischer, Jena 1944, S. 568–586.
- Die doppelseitigen Nierenkrankheiten – Morbus Brightii. Ferdinand Enke Verlag, Stuttgart 1949, 212 Seiten.
- mit Otto Klein: Funktionsprüfung der Niere mittels Belastungsproben. In: Emil Abderhalden (Hrsg.): Handbuch der biologischen Arbeitsmethoden, Abteilung V, Methoden zum Studium der Funktion der einzelnen Organe des tierischen Organismus, Teil 9, Heft 4, Methodik der Belastungsproben als Funktionsprüfung. Verlag Urban & Schwarzenberg, Berlin / Wien 1931, Lieferung 348, S. 447–672.